# Taisir Al-Jassim
Taiseer Jaber Al-Jassam (in arabo تيسير جابر الجاسم‎?; Riyad, 25 luglio 1984) è un ex calciatore saudita, di ruolo centrocampista.

## Statistiche

### Cronologia presenze e reti in nazionale
| Cronologia completa delle presenze e delle reti in nazionale ― Arabia Saudita | Cronologia completa delle presenze e delle reti in nazionale ― Arabia Saudita | Cronologia completa delle presenze e delle reti in nazionale ― Arabia Saudita | Cronologia completa delle presenze e delle reti in nazionale ― Arabia Saudita | Cronologia completa delle presenze e delle reti in nazionale ― Arabia Saudita | Cronologia completa delle presenze e delle reti in nazionale ― Arabia Saudita | Cronologia completa delle presenze e delle reti in nazionale ― Arabia Saudita | Cronologia completa delle presenze e delle reti in nazionale ― Arabia Saudita |
| Data                                                                          | Città                                                                         | In casa                                                                       | Risultato                                                                     | Ospiti                                                                        | Competizione                                                                  | Reti                                                                          | Note                                                                          |
| ----------------------------------------------------------------------------- | ----------------------------------------------------------------------------- | ----------------------------------------------------------------------------- | ----------------------------------------------------------------------------- | ----------------------------------------------------------------------------- | ----------------------------------------------------------------------------- | ----------------------------------------------------------------------------- | ----------------------------------------------------------------------------- |
| 17-11-2004                                                                    | Dammam                                                                        | Arabia Saudita                                                                | 3 – 0                                                                         | Sri Lanka                                                                     | Qual. Mondiali 2006                                                           | -                                                                             |                                                                               |
| 25-1-2005                                                                     | Riyad                                                                         | Arabia Saudita                                                                | 3 – 0                                                                         | Tagikistan                                                                    | Amichevole                                                                    | -                                                                             | 46’                                                                           |
| 28-1-2005                                                                     | Riyad                                                                         | Arabia Saudita                                                                | 1 – 0                                                                         | Turkmenistan                                                                  | Amichevole                                                                    | -                                                                             | 69’                                                                           |
| 2-2-2005                                                                      | Istanbul                                                                      | Ungheria                                                                      | 0 – 0                                                                         | Arabia Saudita                                                                | Amichevole                                                                    | -                                                                             | 63’                                                                           |
| 9-2-2005                                                                      | Tashkent                                                                      | Uzbekistan                                                                    | 1 – 1                                                                         | Arabia Saudita                                                                | Qual. Mondiali 2006                                                           | -                                                                             |                                                                               |
| 14-3-2005                                                                     | Dammam                                                                        | Arabia Saudita                                                                | 0 – 1                                                                         | Egitto                                                                        | Amichevole                                                                    | -                                                                             | 68’                                                                           |
| 18-3-2005                                                                     | Dammam                                                                        | Arabia Saudita                                                                | 1 – 4                                                                         | Finlandia                                                                     | Amichevole                                                                    | -                                                                             |                                                                               |
| 25-3-2005                                                                     | Dammam                                                                        | Arabia Saudita                                                                | 2 – 0                                                                         | Corea del Sud                                                                 | Qual. Mondiali 2006                                                           | -                                                                             | 84’                                                                           |
| 30-3-2005                                                                     | Al Kuwait                                                                     | Kuwait                                                                        | 0 – 0                                                                         | Arabia Saudita                                                                | Qual. Mondiali 2006                                                           | -                                                                             |                                                                               |
| 27-5-2005                                                                     | Riyad                                                                         | Arabia Saudita                                                                | 1 – 1                                                                         | Bahrein                                                                       | Amichevole                                                                    | -                                                                             | 62’ 81’                                                                       |
| 17-8-2005                                                                     | Seul                                                                          | Corea del Sud                                                                 | 0 – 1                                                                         | Arabia Saudita                                                                | Qual. Mondiali 2006                                                           | -                                                                             | 57’                                                                           |
| 14-11-2005                                                                    | Riyad                                                                         | Arabia Saudita                                                                | 1 – 3                                                                         | Ghana                                                                         | Amichevole                                                                    | -                                                                             | 72’                                                                           |
| 5-12-2005                                                                     | Ar Rayyan                                                                     | Iraq                                                                          | 5 – 1                                                                         | Arabia Saudita                                                                | Amichevole                                                                    | -                                                                             |                                                                               |
| 8-12-2005                                                                     | Doha                                                                          | Iraq                                                                          | 2 – 0                                                                         | Arabia Saudita                                                                | Amichevole                                                                    | -                                                                             |                                                                               |
| 21-1-2006                                                                     | Riyad                                                                         | Arabia Saudita                                                                | 1 – 1                                                                         | Finlandia                                                                     | Amichevole                                                                    | -                                                                             | 70’                                                                           |
| 25-1-2006                                                                     | Riyad                                                                         | Arabia Saudita                                                                | 1 – 1                                                                         | Grecia                                                                        | Amichevole                                                                    | -                                                                             | 71’                                                                           |
| 27-1-2006                                                                     | Riyad                                                                         | Arabia Saudita                                                                | 1 – 2                                                                         | Libano                                                                        | Amichevole                                                                    | -                                                                             |                                                                               |
| 27-8-2006                                                                     | Gedda                                                                         | Arabia Saudita                                                                | 1 – 0                                                                         | Emirati Arabi Uniti                                                           | Amichevole                                                                    | -                                                                             | 60’                                                                           |
| 11-1-2007                                                                     | Dammam                                                                        | Arabia Saudita                                                                | 2 – 1                                                                         | Siria                                                                         | Amichevole                                                                    | -                                                                             | 46’                                                                           |
| 24-6-2007                                                                     | Kallang                                                                       | Emirati Arabi Uniti                                                           | 0 – 2                                                                         | Arabia Saudita                                                                | Amichevole                                                                    | -                                                                             |                                                                               |
| 27-6-2007                                                                     | Kallang                                                                       | Singapore                                                                     | 1 – 2                                                                         | Arabia Saudita                                                                | Amichevole                                                                    | 1                                                                             | 50’                                                                           |
| 4-7-2007                                                                      | Singapore                                                                     | Arabia Saudita                                                                | 1 – 1                                                                         | Corea del Nord                                                                | Amichevole                                                                    | -                                                                             | Uscita                                                                        |
| 14-7-2007                                                                     | Giacarta                                                                      | Indonesia                                                                     | 1 – 2                                                                         | Arabia Saudita                                                                | Coppa d'Asia 2007 - 1º turno                                                  | -                                                                             | 66’                                                                           |
| 18-7-2007                                                                     | Giacarta                                                                      | Arabia Saudita                                                                | 4 – 0                                                                         | Bahrein                                                                       | Coppa d'Asia 2007 - 1º turno                                                  | 2                                                                             | 33’                                                                           |
| 22-7-2007                                                                     | Giacarta                                                                      | Arabia Saudita                                                                | 2 – 1                                                                         | Uzbekistan                                                                    | Coppa d'Asia 2007 - Quarti di finale                                          | -                                                                             |                                                                               |
| 25-7-2007                                                                     | Hanoi                                                                         | Giappone                                                                      | 2 – 3                                                                         | Arabia Saudita                                                                | Coppa d'Asia 2007 - Semifinale                                                | -                                                                             |                                                                               |
| 29-7-2007                                                                     | Giacarta                                                                      | Iraq                                                                          | 1 – 0                                                                         | Arabia Saudita                                                                | Coppa d'Asia 2007 - Finale                                                    | -                                                                             | 76’                                                                           |
| 11-9-2007                                                                     | Riyad                                                                         | Arabia Saudita                                                                | 5 – 0                                                                         | Ghana                                                                         | Amichevole                                                                    | -                                                                             |                                                                               |
| 2-11-2007                                                                     | Riyad                                                                         | Arabia Saudita                                                                | 1 – 0                                                                         | Namibia                                                                       | Amichevole                                                                    | 1                                                                             | Uscita                                                                        |
| 9-11-2007                                                                     | Jeddah                                                                        | Arabia Saudita                                                                | 2 – 0                                                                         | Estonia                                                                       | Amichevole                                                                    | 1                                                                             | 46’                                                                           |
| 18-11-2007                                                                    | Ismailia                                                                      | Libia                                                                         | 2 – 1                                                                         | Arabia Saudita                                                                | Amichevole                                                                    | -                                                                             |                                                                               |
| 25-11-2007                                                                    | Il Cairo                                                                      | Egitto                                                                        | 2 – 1                                                                         | Arabia Saudita                                                                | Giochi panarabi 2007                                                          | -                                                                             | 73’                                                                           |
| 8-11-2008                                                                     | Riyad                                                                         | Arabia Saudita                                                                | 1 – 0                                                                         | Thailandia                                                                    | Amichevole                                                                    | -                                                                             | 46’                                                                           |
| 23-12-2008                                                                    | Riffa                                                                         | Bahrein                                                                       | 1 – 0                                                                         | Arabia Saudita                                                                | Amichevole                                                                    | -                                                                             | 58’                                                                           |
| 27-12-2008                                                                    | Dammam                                                                        | Arabia Saudita                                                                | 1 – 1                                                                         | Siria                                                                         | Amichevole                                                                    | -                                                                             | 54’                                                                           |
| 5-1-2009                                                                      | Wattayah                                                                      | Arabia Saudita                                                                | 0 – 0                                                                         | Qatar                                                                         | Coppa delle Nazioni del Golfo 2009 - 1º turno                                 | -                                                                             | 78’                                                                           |
| 8-1-2009                                                                      | Wattayah                                                                      | Arabia Saudita                                                                | 6 – 0                                                                         | Yemen                                                                         | Coppa delle Nazioni del Golfo 2009 - 1º turno                                 | -                                                                             | Ingresso                                                                      |
| 11-1-2009                                                                     | Mascate                                                                       | Emirati Arabi Uniti                                                           | 0 – 3                                                                         | Arabia Saudita                                                                | Coppa delle Nazioni del Golfo 2009 - 1º turno                                 | -                                                                             |                                                                               |
| 14-1-2009                                                                     | Mascate                                                                       | Kuwait                                                                        | 0 – 1                                                                         | Arabia Saudita                                                                | Coppa delle Nazioni del Golfo 2009 - Semifinale                               | -                                                                             |                                                                               |
| 17-1-2009                                                                     | Mascate                                                                       | Oman                                                                          | 0 – 0 (6 – 5 dtr)                                                             | Arabia Saudita                                                                | Coppa delle Nazioni del Golfo 2009 - Finale                                   | -                                                                             |                                                                               |
| 5-2-2009                                                                      | Sendai                                                                        | Arabia Saudita                                                                | 2 – 1                                                                         | Thailandia                                                                    | Amichevole                                                                    | -                                                                             |                                                                               |
| 11-2-2009                                                                     | Pyongyang                                                                     | Corea del Nord                                                                | 1 – 0                                                                         | Arabia Saudita                                                                | Qual. Mondiali 2010                                                           | -                                                                             | 82’                                                                           |
| 22-3-2009                                                                     | Riyad                                                                         | Arabia Saudita                                                                | 0 – 0                                                                         | Iraq                                                                          | Amichevole                                                                    | -                                                                             |                                                                               |
| 28-3-2009                                                                     | Teheran                                                                       | Iran                                                                          | 1 – 2                                                                         | Arabia Saudita                                                                | Qual. Mondiali 2010                                                           | -                                                                             | 73’                                                                           |
| 26-5-2009                                                                     | Doha                                                                          | Qatar                                                                         | 2 – 1                                                                         | Arabia Saudita                                                                | Amichevole                                                                    | 1                                                                             |                                                                               |
| 4-6-2009                                                                      | Tianjin                                                                       | Cina                                                                          | 1 – 4                                                                         | Arabia Saudita                                                                | Amichevole                                                                    | -                                                                             |                                                                               |
| 12-8-2009                                                                     | Salalah                                                                       | Oman                                                                          | 2 – 1                                                                         | Arabia Saudita                                                                | Amichevole                                                                    | -                                                                             |                                                                               |
| 30-8-2009                                                                     | Dammam                                                                        | Arabia Saudita                                                                | 2 – 1                                                                         | Malaysia                                                                      | Amichevole                                                                    | -                                                                             |                                                                               |
| 5-9-2009                                                                      | Riffa                                                                         | Bahrein                                                                       | 0 – 0                                                                         | Arabia Saudita                                                                | Qual. Mondiali 2010                                                           | -                                                                             | 81’                                                                           |
| 9-9-2009                                                                      | Riyad                                                                         | Arabia Saudita                                                                | 2 – 2                                                                         | Bahrein                                                                       | Qual. Mondiali 2010                                                           | -                                                                             | 78’                                                                           |
| 14-10-2009                                                                    | Radès                                                                         | Tunisia                                                                       | 0 – 1                                                                         | Arabia Saudita                                                                | Amichevole                                                                    | -                                                                             | 72’                                                                           |
| 9-10-2010                                                                     | Gedda                                                                         | Arabia Saudita                                                                | 4 – 0                                                                         | Uzbekistan                                                                    | Amichevole                                                                    | 1                                                                             |                                                                               |
| 12-10-2010                                                                    | Istanbul                                                                      | Bulgaria                                                                      | 2 – 0                                                                         | Arabia Saudita                                                                | Amichevole                                                                    | -                                                                             |                                                                               |
| 17-11-2010                                                                    | Dubai                                                                         | Arabia Saudita                                                                | 0 – 0                                                                         | Ghana                                                                         | Amichevole                                                                    | -                                                                             | 62’                                                                           |
| 22-11-2010                                                                    | Aden                                                                          | Yemen                                                                         | 0 – 4                                                                         | Arabia Saudita                                                                | Gulf Cup 2010 - 1º turno                                                      | -                                                                             | 62’                                                                           |
| 25-11-2010                                                                    | Abyan                                                                         | Arabia Saudita                                                                | 0 – 0                                                                         | Kuwait                                                                        | Gulf Cup 2010 - 1º turno                                                      | -                                                                             | 84’                                                                           |
| 28-11-2010                                                                    | Aden                                                                          | Qatar                                                                         | 1 – 1                                                                         | Arabia Saudita                                                                | Gulf Cup 2010 - 1º turno                                                      | -                                                                             | 56’                                                                           |
| 5-12-2010                                                                     | Abyan                                                                         | Kuwait                                                                        | 1 – 0 dts                                                                     | Arabia Saudita                                                                | Gulf Cup 2010 - Finale                                                        | -                                                                             | 91’                                                                           |
| 28-12-2010                                                                    | Dammam                                                                        | Arabia Saudita                                                                | 0 – 1                                                                         | Iraq                                                                          | Amichevole                                                                    | -                                                                             | 67’                                                                           |
| 31-12-2010                                                                    | Riffa                                                                         | Bahrein                                                                       | 0 – 1                                                                         | Arabia Saudita                                                                | Amichevole                                                                    | -                                                                             |                                                                               |
| 4-1-2011                                                                      | Riyad                                                                         | Arabia Saudita                                                                | 0 – 0                                                                         | Angola                                                                        | Amichevole                                                                    | -                                                                             | Uscita                                                                        |
| 9-1-2011                                                                      | Al-Rayyan                                                                     | Siria                                                                         | 2 – 1                                                                         | Arabia Saudita                                                                | Coppa d'Asia 2011 - 1º turno                                                  | 1                                                                             | 46’                                                                           |
| 13-1-2011                                                                     | Al-Rayyan                                                                     | Giordania                                                                     | 1 – 0                                                                         | Arabia Saudita                                                                | Coppa d'Asia 2011 - 1º turno                                                  | -                                                                             |                                                                               |
| 17-1-2011                                                                     | Al-Rayyan                                                                     | Arabia Saudita                                                                | 0 – 5                                                                         | Giappone                                                                      | Coppa d'Asia 2011 - 1º turno                                                  | -                                                                             |                                                                               |
| 13-7-2011                                                                     | Amman                                                                         | Giordania                                                                     | 1 – 1 (3-4 dtr)                                                               | Arabia Saudita                                                                | Amichevole                                                                    | -                                                                             |                                                                               |
| 16-7-2011                                                                     | Amman                                                                         | Kuwait                                                                        | 1 – 0                                                                         | Arabia Saudita                                                                | Amichevole                                                                    | -                                                                             |                                                                               |
| 23-7-2011                                                                     | Dammam                                                                        | Arabia Saudita                                                                | 3 – 0                                                                         | Hong Kong                                                                     | Qual. Mondiali 2014                                                           | -                                                                             |                                                                               |
| 28-7-2011                                                                     | Chai Wan                                                                      | Hong Kong                                                                     | 0 – 5                                                                         | Arabia Saudita                                                                | Qual. Mondiali 2014                                                           | -                                                                             |                                                                               |
| 2-9-2011                                                                      | Seeb                                                                          | Oman                                                                          | 0 – 0                                                                         | Arabia Saudita                                                                | Qual. Mondiali 2014                                                           | -                                                                             |                                                                               |
| 6-9-2011                                                                      | Riyad                                                                         | Arabia Saudita                                                                | 1 – 3                                                                         | Australia                                                                     | Qual. Mondiali 2014                                                           | -                                                                             |                                                                               |
| 7-10-2011                                                                     | Selangor                                                                      | Indonesia                                                                     | 0 – 0                                                                         | Arabia Saudita                                                                | Amichevole                                                                    | -                                                                             | Uscita                                                                        |
| 11-10-2011                                                                    | Bangkok                                                                       | Thailandia                                                                    | 0 – 0                                                                         | Arabia Saudita                                                                | Qual. Mondiali 2014                                                           | -                                                                             |                                                                               |
| 11-11-2011                                                                    | Riyad                                                                         | Arabia Saudita                                                                | 3 – 0                                                                         | Thailandia                                                                    | Qual. Mondiali 2014                                                           | -                                                                             | 56’                                                                           |
| 29-2-2012                                                                     | Melbourne                                                                     | Australia                                                                     | 4 – 2                                                                         | Arabia Saudita                                                                | Qual. Mondiali 2014                                                           | -                                                                             |                                                                               |
| 7-9-2012                                                                      | Pontevedra                                                                    | Spagna                                                                        | 5 – 0                                                                         | Arabia Saudita                                                                | Amichevole                                                                    | -                                                                             | 58’                                                                           |
| 11-9-2012                                                                     | Beauvais                                                                      | Gabon                                                                         | 1 – 0                                                                         | Arabia Saudita                                                                | Amichevole                                                                    | -                                                                             | Ingresso                                                                      |
| 14-10-2012                                                                    | Al-Hasa                                                                       | Arabia Saudita                                                                | 3 – 2                                                                         | Rep. del Congo                                                                | Amichevole                                                                    | -                                                                             |                                                                               |
| 14-11-2012                                                                    | Riyad                                                                         | Arabia Saudita                                                                | 0 – 0                                                                         | Argentina                                                                     | Amichevole                                                                    | -                                                                             |                                                                               |
| 6-1-2013                                                                      | Madinat 'Isa                                                                  | Arabia Saudita                                                                | 0 – 2                                                                         | Iraq                                                                          | Gulf Cup 2013 - 1º turno                                                      | -                                                                             | 69’                                                                           |
| 9-1-2013                                                                      | Madinat 'Isa                                                                  | Yemen                                                                         | 0 – 2                                                                         | Arabia Saudita                                                                | Gulf Cup 2013 - 1º turno                                                      | -                                                                             | 70’                                                                           |
| 12-1-2013                                                                     | Riffa                                                                         | Kuwait                                                                        | 1 – 0                                                                         | Arabia Saudita                                                                | Gulf Cup 2013 - 1º turno                                                      | -                                                                             |                                                                               |
| 6-2-2013                                                                      | Riyad                                                                         | Arabia Saudita                                                                | 2 – 1                                                                         | Cina                                                                          | Qual. Coppa d'Asia 2015                                                       | -                                                                             | 84’                                                                           |
| 17-3-2013                                                                     | Shah Alam                                                                     | Malaysia                                                                      | 1 – 4                                                                         | Arabia Saudita                                                                | Amichevole                                                                    | -                                                                             |                                                                               |
| 23-3-2013                                                                     | Giacarta                                                                      | Indonesia                                                                     | 1 – 2                                                                         | Arabia Saudita                                                                | Qual. Coppa d'Asia 2015                                                       | -                                                                             |                                                                               |
| 5-9-2013                                                                      | Riyad                                                                         | Arabia Saudita                                                                | 0 – 1                                                                         | Nuova Zelanda                                                                 | Amichevole                                                                    | -                                                                             | 78’                                                                           |
| 15-10-2013                                                                    | Amman                                                                         | Iraq                                                                          | 0 – 2                                                                         | Arabia Saudita                                                                | Qual. Coppa d'Asia 2015                                                       | -                                                                             | 90’                                                                           |
| 15-11-2013                                                                    | Dammam                                                                        | Arabia Saudita                                                                | 2 – 1                                                                         | Iraq                                                                          | Qual. Coppa d'Asia 2015                                                       | 1                                                                             |                                                                               |
| 19-11-2013                                                                    | Xi'an                                                                         | Cina                                                                          | 0 – 0                                                                         | Arabia Saudita                                                                | Qual. Coppa d'Asia 2015                                                       | -                                                                             | 68’                                                                           |
| 5-3-2014                                                                      | Dammam                                                                        | Arabia Saudita                                                                | 1 – 0                                                                         | Indonesia                                                                     | Qual. Coppa d'Asia 2015                                                       | -                                                                             |                                                                               |
| 24-5-2014                                                                     | Jerez                                                                         | Arabia Saudita                                                                | 0 – 4                                                                         | Moldavia                                                                      | Amichevole                                                                    | -                                                                             | 63’                                                                           |
| 29-5-2014                                                                     | Jerez                                                                         | Arabia Saudita                                                                | 0 – 2                                                                         | Georgia                                                                       | Amichevole                                                                    | -                                                                             | 56’                                                                           |
| 8-9-2014                                                                      | Londra                                                                        | Arabia Saudita                                                                | 2 – 3                                                                         | Australia                                                                     | Amichevole                                                                    | 1                                                                             |                                                                               |
| 10-10-2014                                                                    | Gedda                                                                         | Arabia Saudita                                                                | 1 – 1                                                                         | Uruguay                                                                       | Amichevole                                                                    | -                                                                             | 60’                                                                           |
| 14-10-2014                                                                    | Gedda                                                                         | Arabia Saudita                                                                | 1 – 1                                                                         | Libano                                                                        | Amichevole                                                                    | -                                                                             |                                                                               |
| 6-11-2014                                                                     | Dammam                                                                        | Arabia Saudita                                                                | 2 – 0                                                                         | Palestina                                                                     | Amichevole                                                                    | -                                                                             | 71’                                                                           |
| 13-11-2014                                                                    | Riyad                                                                         | Arabia Saudita                                                                | 1 – 1                                                                         | Qatar                                                                         | Gulf Cup 2014 - 1º turno                                                      | -                                                                             | 87’                                                                           |
| 16-11-2014                                                                    | Riad                                                                          | Arabia Saudita                                                                | 3 – 0                                                                         | Bahrein                                                                       | Gulf Cup 2014 - 1º turno                                                      | -                                                                             | 76’                                                                           |
| 19-11-2014                                                                    | Riad                                                                          | Arabia Saudita                                                                | 1 – 0                                                                         | Yemen                                                                         | Gulf Cup 2014 - 1º turno                                                      | -                                                                             | 34’                                                                           |
| 23-11-2014                                                                    | Riyad                                                                         | Arabia Saudita                                                                | 3 – 2                                                                         | Emirati Arabi Uniti                                                           | Gulf Cup 2014 - Semifinale                                                    | -                                                                             | 63’                                                                           |
| 14-1-2015                                                                     | Melbourne                                                                     | Corea del Nord                                                                | 1 – 4                                                                         | Arabia Saudita                                                                | Coppa d'Asia 2015 - 1º turno                                                  | -                                                                             | 75’                                                                           |
| 18-1-2015                                                                     | Melbourne                                                                     | Uzbekistan                                                                    | 3 – 1                                                                         | Arabia Saudita                                                                | Coppa d'Asia 2015 - 1º turno                                                  | -                                                                             | 75’                                                                           |
| 30-3-2015                                                                     | Dammam                                                                        | Arabia Saudita                                                                | 2 – 1                                                                         | Giordania                                                                     | Amichevole                                                                    | -                                                                             | 64’                                                                           |
| 11-6-2015                                                                     | Riad                                                                          | Arabia Saudita                                                                | 3 – 2                                                                         | Palestina                                                                     | Qual. Mondiali 2018                                                           | -                                                                             | 81’                                                                           |
| 3-9-2015                                                                      | Gedda                                                                         | Arabia Saudita                                                                | 7 – 0                                                                         | Timor Est                                                                     | Qual. Mondiali 2018                                                           | 1                                                                             |                                                                               |
| 8-9-2015                                                                      | Kuala Lumpur                                                                  | Malaysia                                                                      | 0 – 3                                                                         | Arabia Saudita                                                                | Qual. Mondiali 2018                                                           | 1                                                                             |                                                                               |
| 8-10-2015                                                                     | Gedda                                                                         | Arabia Saudita                                                                | 2 – 1                                                                         | Emirati Arabi Uniti                                                           | Qual. Mondiali 2018                                                           | -                                                                             |                                                                               |
| 9-11-2015                                                                     | Gerusalemme                                                                   | Palestina                                                                     | 0 – 0                                                                         | Arabia Saudita                                                                | Qual. Mondiali 2018                                                           | -                                                                             |                                                                               |
| 17-11-2015                                                                    | Dili                                                                          | Timor Est                                                                     | 0 – 10                                                                        | Arabia Saudita                                                                | Qual. Mondiali 2018                                                           | 1                                                                             |                                                                               |
| 24-3-2016                                                                     | Gedda                                                                         | Arabia Saudita                                                                | 2 – 0                                                                         | Malaysia                                                                      | Qual. Mondiali 2018                                                           | 1                                                                             |                                                                               |
| 29-3-2016                                                                     | Abu Dhabi                                                                     | Emirati Arabi Uniti                                                           | 1 – 1                                                                         | Arabia Saudita                                                                | Qual. Mondiali 2018                                                           | 1                                                                             |                                                                               |
| 24-8-2016                                                                     | Doha                                                                          | Arabia Saudita                                                                | 4 – 0                                                                         | Laos                                                                          | Amichevole                                                                    | 1                                                                             | 65’                                                                           |
| 1-9-2016                                                                      | Riyad                                                                         | Arabia Saudita                                                                | 1 – 0                                                                         | Thailandia                                                                    | Qual. Mondiali 2018                                                           | -                                                                             |                                                                               |
| 6-9-2016                                                                      | Shah Alam                                                                     | Iraq                                                                          | 1 – 2                                                                         | Arabia Saudita                                                                | Qual. Mondiali 2018                                                           | -                                                                             |                                                                               |
| 6-10-2016                                                                     | Riyad                                                                         | Arabia Saudita                                                                | 2 – 2                                                                         | Australia                                                                     | Qual. Mondiali 2018                                                           | 1                                                                             |                                                                               |
| 11-10-2016                                                                    | Gedda                                                                         | Arabia Saudita                                                                | 3 – 0                                                                         | Emirati Arabi Uniti                                                           | Qual. Mondiali 2018                                                           | -                                                                             | 57’ 90+2’                                                                     |
| 15-11-2016                                                                    | Saitama                                                                       | Giappone                                                                      | 2 – 1                                                                         | Arabia Saudita                                                                | Qual. Mondiali 2018                                                           | -                                                                             | 79’                                                                           |
| 10-1-2017                                                                     | Abu Dhabi                                                                     | Arabia Saudita                                                                | 0 – 0                                                                         | Slovenia                                                                      | Amichevole                                                                    | -                                                                             | 74’                                                                           |
| 14-1-2017                                                                     | Abu Dhabi                                                                     | Cambogia                                                                      | 2 – 7                                                                         | Arabia Saudita                                                                | Amichevole                                                                    | -                                                                             | 46’                                                                           |
| 23-3-2017                                                                     | Bangkok                                                                       | Thailandia                                                                    | 0 – 3                                                                         | Arabia Saudita                                                                | Qual. Mondiali 2018                                                           | -                                                                             |                                                                               |
| 28-3-2017                                                                     | Riad                                                                          | Arabia Saudita                                                                | 1 – 0                                                                         | Iraq                                                                          | Qual. Mondiali 2018                                                           | -                                                                             |                                                                               |
| 8-6-2017                                                                      | Sydney                                                                        | Australia                                                                     | 3 – 2                                                                         | Arabia Saudita                                                                | Qual. Mondiali 2018                                                           | -                                                                             |                                                                               |
| 29-8-2017                                                                     | Al-'Ayn                                                                       | Emirati Arabi Uniti                                                           | 2 – 1                                                                         | Arabia Saudita                                                                | Qual. Mondiali 2018                                                           | -                                                                             |                                                                               |
| 5-9-2017                                                                      | Gedda                                                                         | Arabia Saudita                                                                | 1 – 0                                                                         | Giappone                                                                      | Qual. Mondiali 2018                                                           | -                                                                             |                                                                               |
| 10-11-2017                                                                    | Viseu                                                                         | Portogallo                                                                    | 3 – 0                                                                         | Arabia Saudita                                                                | Amichevole                                                                    | -                                                                             | 51’                                                                           |
| 13-11-2017                                                                    | Lisbona                                                                       | Arabia Saudita                                                                | 0 – 1                                                                         | Bulgaria                                                                      | Amichevole                                                                    | -                                                                             | 61’                                                                           |
| 23-3-2018                                                                     | Marbella                                                                      | Ucraina                                                                       | 1 – 1                                                                         | Arabia Saudita                                                                | Amichevole                                                                    | -                                                                             | 80’                                                                           |
| 26-2-2018                                                                     | Gedda                                                                         | Arabia Saudita                                                                | 3 – 0                                                                         | Moldavia                                                                      | Amichevole                                                                    | 1                                                                             | 75’                                                                           |
| 27-3-2018                                                                     | Bruxelles                                                                     | Belgio                                                                        | 4 – 0                                                                         | Arabia Saudita                                                                | Amichevole                                                                    | -                                                                             | 82’                                                                           |
| 9-5-2018                                                                      | Cadice                                                                        | Arabia Saudita                                                                | 2 – 0                                                                         | Algeria                                                                       | Amichevole                                                                    | -                                                                             | 62’ 79’                                                                       |
| 15-5-2018                                                                     | Siviglia                                                                      | Arabia Saudita                                                                | 2 – 0                                                                         | Grecia                                                                        | Amichevole                                                                    | -                                                                             | 40’ 63’                                                                       |
| 28-5-2018                                                                     | San Gallo                                                                     | Arabia Saudita                                                                | 1 – 2                                                                         | Italia                                                                        | Amichevole                                                                    | -                                                                             |                                                                               |
| 3-6-2018                                                                      | San Gallo                                                                     | Arabia Saudita                                                                | 0 – 3                                                                         | Perù                                                                          | Amichevole                                                                    | -                                                                             | 46’                                                                           |
| 8-6-2018                                                                      | Leverkusen                                                                    | Germania                                                                      | 2 – 1                                                                         | Arabia Saudita                                                                | Amichevole                                                                    | 1                                                                             |                                                                               |
| 15-6-2018                                                                     | Mosca                                                                         | Russia                                                                        | 5 – 0                                                                         | Arabia Saudita                                                                | Mondiali 2018 - 1º turno                                                      | -                                                                             | 90+3’                                                                         |
| 20-6-2018                                                                     | Rostov                                                                        | Uruguay                                                                       | 1 – 0                                                                         | Arabia Saudita                                                                | Mondiali 2018 - 1º turno                                                      | -                                                                             | 44’                                                                           |
| Totale                                                                        |                                                                               | Presenze (7º posto)                                                           | 135                                                                           |                                                                               | Reti                                                                          | 19                                                                            |                                                                               |